# Eeklo
Ne doit pas être confondu avec Eklo.
Eeklo (ancienne orthographe : Eecloo) est une ville néerlandophone de Belgique située en Région flamande, chef-lieu d'arrondissement dans la province de Flandre-Orientale.
Eeklo est par ailleurs le chef-lieu de la région du Meetjesland.

## Galerie

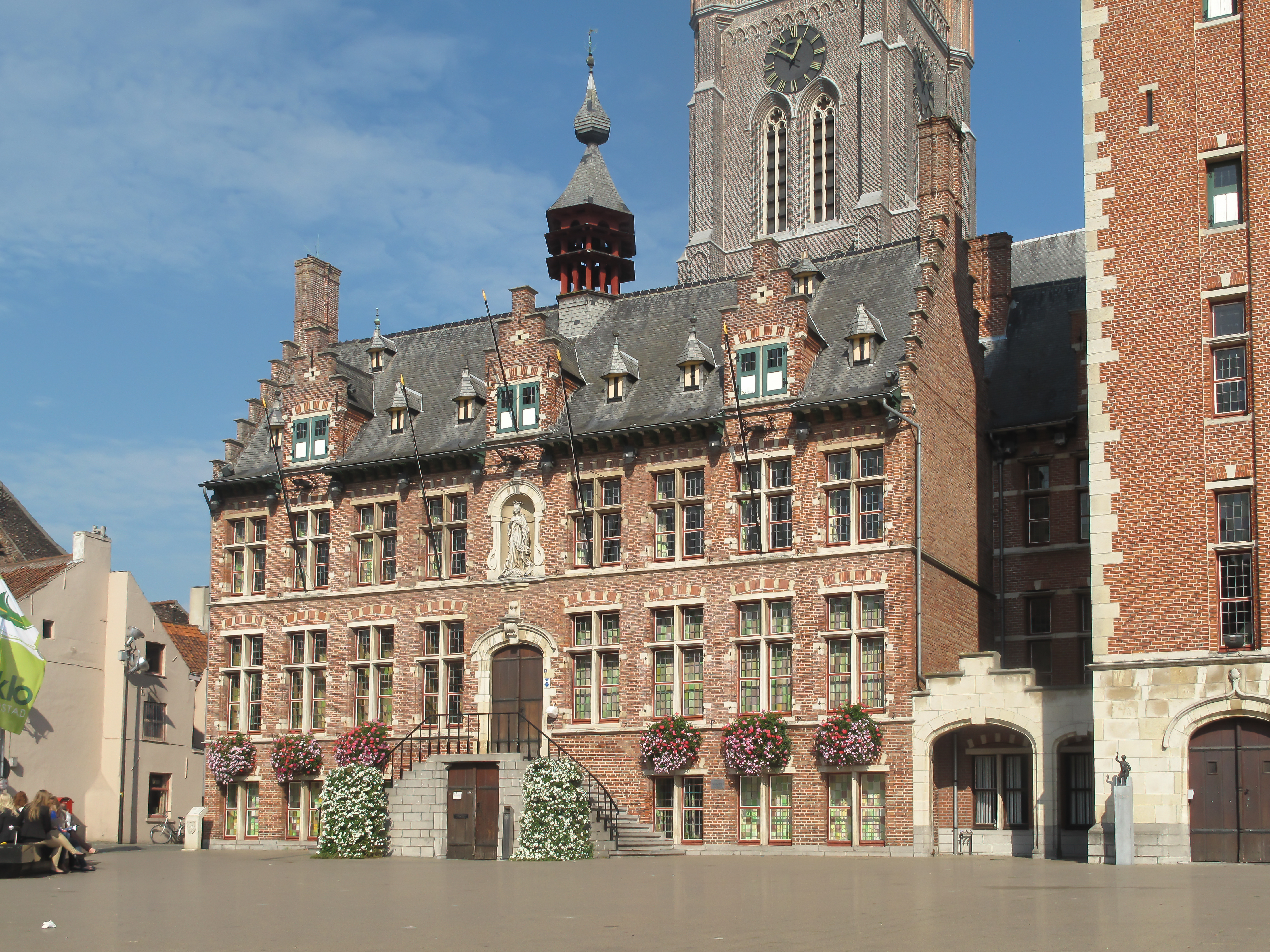
L’hôtel de ville.
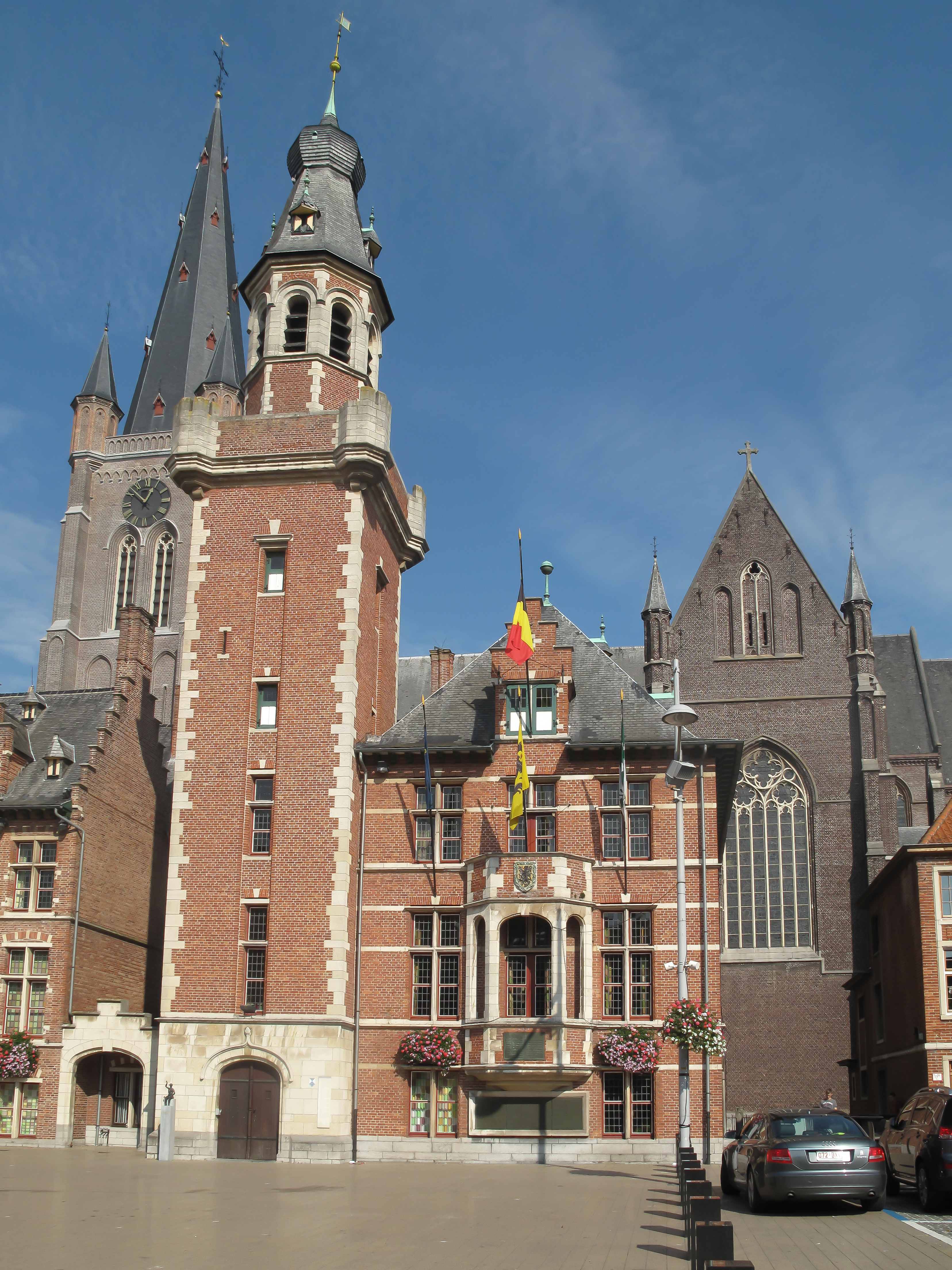
Tour près de l'hôtel de ville.
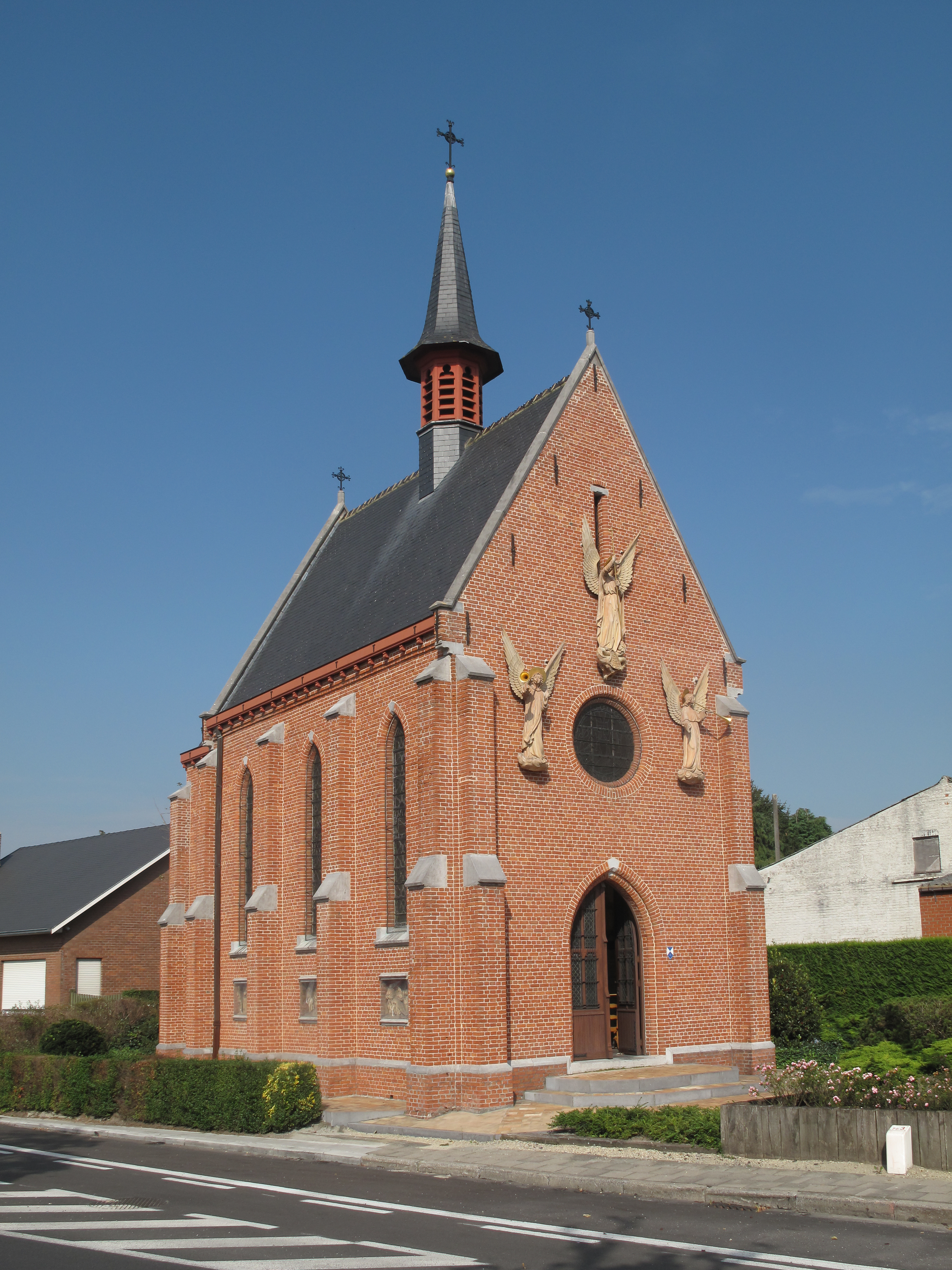
Heilige Grafkapel.
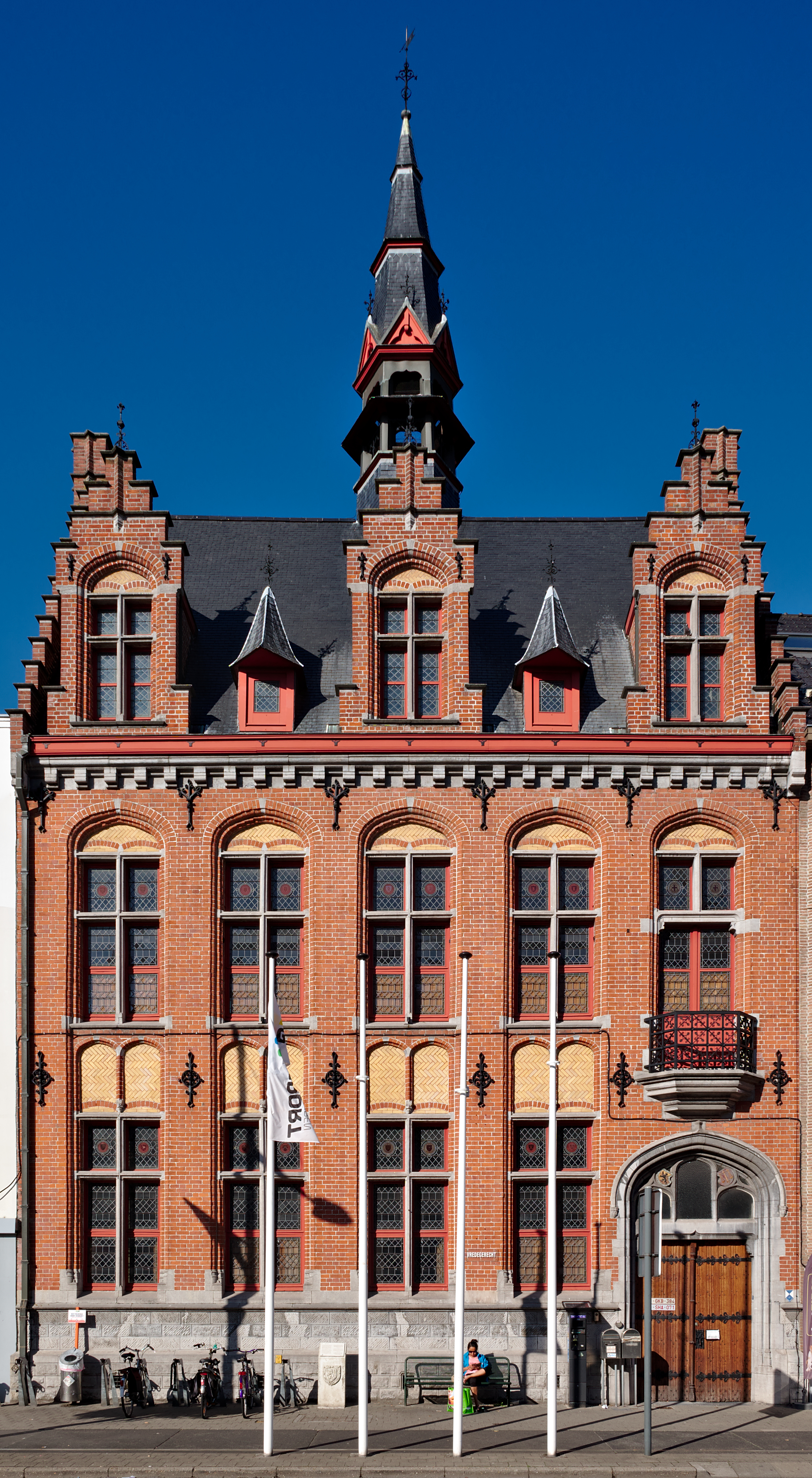
Justice de paix.

## Héraldique
|  | La commune possède des armoiries qui lui ont été octroyées le 29 août 1842 et à nouveau le 16 février 1993. Elles représentent dans un blason le lion de Flandre, entouré d'un symbole meuble et sont mentionnées pour la première fois au XVIIIe siècle. Une version plus ancienne des armoiries montrait huit glands autour de l'écusson qui devaient ensuite être remplacés par des branches de chêne. « Eeklo » signifie « lieu ouvert dans une forêt de chênes ». Blasonnement : D'argent, d'or au lion de sable armé et lampassé de gueules en cœur, entouré de deux branches de chêne de sinople. Source du blasonnement : Heraldy of the World. |

## Évolution démographique
Graphe de l'évolution de la population de la commune.
- Source : DGS - Remarque : 1806 jusqu'à 1981 = recensement ; depuis 1990 = nombre d'habitants chaque 1er janvier[2].

## Jumelages
- Braunfels (Allemagne) depuis 1975[3]
- Bagnols-sur-Cèze (France) depuis 1976

## Personnalités liées à la ville
- Paschase Juste Turcq (en latin Paschasius Justus Ecloviensis[4]), né vers 1520 à Eeklo et mort à Berg-op-Zoom à une date inconnue, était un médecin du XVIe siècle, auteur d'un traité publié en 1561 sur le jeu pathologique : Alea sive De curanda in pecuniam ludendi cupiditate duo libri (Le jeu, ou deux livres sur la manière de soigner la passion de jouer pour de l'argent).
- Jozef Geirnaert, né le 27 août 1791 à Eeklo, est un peintre belge.
- Séraphin De Vliegher, né le 7 juin 1806 à Eeklo, est un peintre belge.
- Arthur Locufier, né le 26 janvier 1871 à Eeklo, est un peintre belge.
- Firmin Bral, né le 23 mai 1929 à Waarschoot, est un coureur cycliste belge mort à Eeklo le 11 mars 2009.
- Jo De Meyere, acteur, est né le 21 février 1939 à Eeklo.
- Eric De Vlaeminck, né le 23 août 1945 à Eeklo, est un ancien coureur cycliste belge.
- Roger De Vlaeminck, né le 24 août 1947 à Eeklo, est un ancien coureur cycliste belge.
- Tom Dice, né le 25 novembre 1989 à Eeklo, est un chanteur-compositeur.

## Transport
- Gare d'Eeklo